# Global Resource Information Database
Програма GRID (Global Resource Information Database, ГРІД) була організована в 1985 році в рамках Департаменту ЮНЕП (UNEP) з проблем екологічної інформації і оцінок стану довкілля. Програма ГРІД створена як інформаційна служба, що забезпечує екологічними даними управлінські служби Організації Об'єднаних Націй, спеціальні агентства ООН, міжнародні організації і уряди. ГРІД є глобальною мережею пов'язаних між собою центрів, які здійснюють доступ зацікавлених користувачів до екологічної інформації з метою обґрунтування управлінських рішень в економіці і політиці. Сьогодні у світі діє майже 17 центрів програми ГРІД, в різних країнах: США, Канаді, Новій Зеландії, Данії, Норвегії, Непалі, Бразилії, Таїланді, Кенії, Польщі, Угорщині,Японії, Росії. Координується ця діяльність центром ГРІД-Найробі (Кенія), розміщеним в штаб-квартирі ЮНЕП.